# HMS Inverness (M102)
Le HMS Inverness (M102) est un chasseur de mines de classe Sandown de la Royal Navy. Il a été désarmé par la Royal Navy en 2005 et est devenu en 2008 l'EML Sakala (M314) au sein de la marine estonienne.

## HMSInverness
Le HMS Inverness est construit par Vosper Thornycroft et lancé le 27 février 1990 comme l'un des 12 navires chasseurs de mines de la classe Sandown.
L'Inverness participe au grand exercice militaire interarmées Saif Sareea II à Oman tout au long du mois d'octobre 2001, et s'entraîne également à son retour du Golfe dans le cadre de l'exercice Argonaut 2001. Au cours de l'exercice Saif Sareea II, lInverness fait partie d'un groupe de chasseurs de mines avec le Walney (en) et les navires de lutte contre les mines de classe Hunt, Quorn et Cattistock (en), soutenus par le RFA Diligence (en).
En 2003, le navire l'un des nombreux bâtiments de guerre de la Royal Navy participant à un exercice multinational au large de l'Écosse, qui implique des navires et des avions d'un certain nombre de marines du monde, y compris d'unités françaises, allemandes et américaines. Le HMS Inverness reçoit la liberté de la ville d'Inverness en 2004.
En juillet 2004, le ministère britannique de la Défense annonce que dans le cadre de la restructuration de la marine, les trois plus anciens chasseurs de mines de la classe Sandown seraient mis à la retraite en avril 2005. L'Inverness est mis hors service en 2005 et mis en attente d'un acheteur ou d'une destruction. En septembre 2006, l'Estonie signe un contrat pour acquérir les trois navires.
Après une rénovation à Rosyth, le navire est officiellement remis à la marine estonienne en avril 2007 et renommé EML Sakala.

## EMLSakala(M314)
Le Sakala appartient à la flottille de déminage de la marine estonienne (en). Il est le quatrième navire de la division et le deuxième des trois chasseurs de mines modernisés de la classe Sandown achetés à la Royal Navy.
Les armoiries du navires sont présentées lors d'une cérémonie le 24 janvier 2008 en Écosse. Le nom du navire vient de l'ancien comté estonien de Sakala, aujourd'hui connu sous le nom de Viljandimaa, mais souvent appelé Sakalamaa.
En décembre 2018, le Sakala arrive sur le site de Babcock au chantier naval de Rosyth pour une série de modifications et de mises à niveau, qui comprennent le système de navigation Thales Sonar 2193 et le système de commande et de contrôle Thales M-CUBE.
En 2025, le Sakala participe, avec d'autres bâtiments de l'OTAN, à la surveillance de la Baltique afin d'éviter le sabotage des câbles sous-marins Estlink.